# استاو استراشکو
استاو استراشکو (به انگلیسی: Stav Strashko) (زاده ۲۴ سپتامبر ۱۹۹۲) بازیگر و مدل اوکراینی-اسرائیلی است.
او یک زن ترنس است.